# Géo Masso
Pour les articles homonymes, voir Masso (homonymie).
Géo W. Masso, né le 4 août 1951 à Douala et décédé dans la même ville le 30 octobre 2018, est un artiste musicien camerounais (auteur-compositeur) spécialiste du makossa,,,.

## Discographie

### Singles
| Années | Titres         | Albums                          |
| ------ | -------------- | ------------------------------- |
| 1981   | A muto         | Muto - Bosinga                  |
| 1989   | Lolita         | Lolita - The Greatest Come Back |
| 1998   | Sonia          | Force                           |
| 1998   | Nen lambo      | Force                           |
| 1998   | Lo mangwa      | Force                           |
| 1998   | Ngon'a bo      | Force                           |
| 1998   | Oa nde         | Force                           |
| 2002   | Inon'a mulango | Force 3                         |
| 2002   | Mboa su e boi  | Force 3                         |
| 2002   | Maguia         | Force 3                         |
| 2002   | Occupe-toi     | Force 3                         |
| 2002   | Daniela        | Force 3                         |
| 2013   | Na ma bwane    | Titanic                         |
| 2013   | Bele ndol'ango | Titanic                         |
| 2013   | Shalama        | Titanic                         |
| 2013   | Wasa ndolo     | Titanic                         |
| 2013   | Na bi tondo    | Titanic                         |
| 2013   | A munj'am      | Titanic                         |
| 2013   | A muto we njo  | Titanic                         |
| 2013   | Esele mba      | Cameroon Zouk Love Stars        |

### Albums
| Années | Titres                                 | Production       |
| ------ | -------------------------------------- | ---------------- |
| 1989   | Lolita - The Greatest Come Back        | GME Production   |
| 1998   | Force                                  | TJR Productions  |
| 2002   | Force 3                                | JPS Production   |
| 2004   | Sa Différence: Son Charme Et Son Style | Sim's Production |
| 2013   | Titanic                                | TJR Productions  |

### Extended-Plays
- 1984: Muto - Bosinga (Production TN)

### Compilation
- 2013: Cameroon Zouk Love Stars (TJR Productions